# Кококо
«Кококо́» — российский трагикомедийный фильм режиссёра Авдотьи Смирновой. Главные роли исполняют Анна Михалкова и Яна Троянова. Премьера состоялась на кинофестивале «Кинотавр» в июне 2012 года, где Михалкова и Троянова были удостоены призов за лучшие женские роли.

## Сюжет
Научная сотрудница Кунсткамеры Лиза (Анна Михалкова) по пути в Санкт-Петербург в поезде знакомится с Викой из Екатеринбурга (Яна Троянова), работающей хостес в ресторане и направляющейся в Петербург ради развлечений. В поезде у женщин крадут сумки, они обе лишаются документов и денег, и Лиза предлагает Вике временно остановиться у неё дома.
Стараниями Вики жизнь музейной работницы превратится в череду бесконечных вечеринок, а зарождающаяся между женщинами дружба обернётся конфликтом. Происходит столкновение двух разных миров, в котором живут героини: нерешительная и тонко чувствующая интеллигентка Лиза, которая никак не может поставить точку в отношениях с бывшим мужем, и нахальная и доступная, но местами — невероятно наивная и добродушная Вика. В результате запутанных чувств, событий и эмоций, Лиза чуть не станет убийцей, а за решёткой окажется Виктория.

## В ролях
- Анна Михалкова — Елизавета Воронцова, работница музея
- Яна Троянова — Виктория Никонова
- Геннадий Смирнов — Леонид Геннадьевич
- Константин Шелестун — Кирилл
- Юлия Снигирь — Наташа
- Евгений Муравич — Митя
- Татьяна Рябоконь — Марина Шепелёва
- Анна Пармас — Надя, домработница
- Любовь Аркус — Наталья Марковна, директор детдома
- Эдуард Сергиеня — майор полиции
- Евгений Гофман — милиционер

## Создание
Дуня Смирнова о фильме:

…пришла идея рассказать про сильную женскую дружбу двух абсолютно чуждых друг другу душ, в которой будет и взаимное притяжение, и период счастья, и период страшного разлада. <…>
Это история любви двух душ. Я страшно рада, что это не история мужчины и женщины; здесь нет эротического пыла, все страсти кипят исключительно в душе. Но души не имеют пола (или имеют оба пола), поэтому мне страшно интересно наблюдать, в каких ситуациях одна становится опорой для другой, а в каких — наоборот, в каких каждая из них берет ответственность за другую, ведь они постоянно меняются ролями.

## Отзывы
Из рецензии на фильм в журнале «Сеанс»:

Режиссёр Авдотья Смирнова не народ поделила на касты, как пишет о фильме высоколобая, и потому не слишком чуткая критика, а саму себя разделила на двух героинь, и фильм её — об этом внутреннем разломе. О том, как хочется задушить себя подушкой или упрятать за решетку все живое, что в тебе есть, чтобы потом, одумавшись, поспешно выпустить на свободу. О том, как непонятно, что с этим живым человеком на кухне, где чайники не мыли со времени съёмок «Июльского дождя», делать; о страхе перед жизнью и невозможности от неё отказаться. «Кококо» на данный момент — самый личный и самый сложный фильм Авдотьи Смирновой. И, главное, самый смешной.— Константин Шавловский

## Награды и номинации
- 23-й Открытый Российский Кинофестиваль «Кинотавр» (2012): Приз за лучшую женскую роль — Анне Михалковой и Яне Трояновой[3].
- 5-й всероссийский кинофестиваль актёров-режиссёров «Золотой Феникс», г. Смоленск — главный приз — «Бриллиантовый Феникс»[4].
- 2012 — Фестиваль «Амурская осень», Благовещенск — приз за Лучший сценарий — Авдотье Смирновой и Анне Пармас.
- 2012 — ХХ всероссийский кинофестиваль «Виват кино России!», Санкт-Петербург[5]:
  - Приз За лучший сценарий — Авдотье Смирновой и Анне Пармас;
  - Приз Прессы — фильму «Кококо»;
  - Приз зрительских симпатий  — фильму «Кококо».
- 2012 — ХХ фестиваль русского кино в Онфлёре: приз за лучшую женскую роль — Анне Михалковой и Яне Трояновой[6].
- 2013 — номинации на премию «Ника»:
  - За лучший игровой фильм;
  - За лучшую женскую роль — Анна Михалкова.